# Grieks Nationaal Bevrijdingsfront
EAM (Grieks:  Εθνικό Απελευθερωτικό Μέτωπο, Ellenikon Apelevtherikon Metopon, d.i. Griekse Nationaal Bevrijdingsfront), was een Griekse verzetsbeweging die tijdens het begin van de Tweede Wereldoorlog werd opgericht in september 1941. De EAM werd gevormd uit diverse verzetsgroepen, waaronder die van de communistische partij van Griekenland (KKE). De KKE verkreeg spoedig de overhand in het Centraal Comité van de EAM. De EAM-groepen die overal in Griekenland opdoken, werden geleid door plaatselijke commandanten, zoals Aris Veloukhiotis (omg. Olympus) en 'generaal' Markos (berggebieden), maar de centrale leiding en coördinatie van de groepen stelde niet veel voor. De EAM leiding besloot daarom op 10 april 1942 de ELAS (Ethnikos Laikos Apelevtherikos Stratos) op te richtten. De ELAS, het Nationaal Bevrijdingsleger, stond onder commando van een opperbevel. 
In de periode 1942-1944 beheerste de EAM/ELAS de Griekse berggebieden en het platteland. In maart 1944 installeerde de EAM het door communisten beheerste PEEA (Politiek Comité van de Nationale Bevrijdingsbeweging), een soort regering. Na de Duitse terugtocht in het najaar van 1944 werd Griekenland door de Britten bezet die er een regering van nationale eenheid vormden, waar ook de EAM en de KKE deel van uitmaakten. De PEEA werd ontbonden. De EAM/ELAS troepen weigerden echter om zich te laten ontwapenen, waarnaar er strijd werd geleverd tussen de Britten en het Griekse regeringsleger enerzijds en de ELAS anderzijds. In januari 1945 werd een wapenstilstand gesloten mede onder pressie van Stalin en de uit ballingschap teruggekeerde secretaris-generaal van de KKE (communistische partij) Nikolaos Zachariadis.   
In 1946 kwam de EAM echter in opstand tegen de regering en werd vanaf dat moment ook gesteund door de KKE. Op 24 december 1947 werd de Voorlopige Democratische Regering van Griekenland opgericht door de EAM/ELAS/KKE. De EAM werd door de communistische buurlanden (Bulgarije, Joegoslavië, enz.) gesteund. De in 1947 afgekondigde Truman-doctrine, wat kort gezegd inhield dat de Amerikanen de communistische expansie in de wereld wilden tegenhouden, voorzag het Griekse regeringsleger van de nodige materieel om de EAM te bevechten. In augustus 1949 ging de Voorlopige Democratische Regering van Griekenland in ballingschap. In oktober 1949 legden de EAM/ELAS de wapens neer is werd de burgeroorlog beëindigd. Een EAM-regering in ballingschap bleef echter tot 1956 bestaan. Daarna werden de EAM en de ELAS opgeheven. De KKE (communisten) bleven echter gewoon voortbestaan.